# Palumbina (gelequiídeos)
Palumbina (Agonoxenidae) é um gênero de traça pertencente à família Agonoxenidae.